# Anne-Marie des Prez de La Morlais
Pour les articles homonymes, voir des Prez et Morlais.
Anne-Marie des Prez de La Morlais, née de Coynart à Dreux (Eure-et-Loir) le 18 octobre 1893 et morte à Saint-Pair-sur-Mer le 10 octobre 1967, est une infirmière, militaire et assistante sociale. Déportée au camp de Ravensbrück pour espionnage, elle a œuvré pour la réinsertion des délinquants français en Bretagne.

## Parcours

### Jeunesse
Née à Dreux, Anne-Marie de Coynart est la fille du journaliste et écrivain Charles de Coynart (1863-1941). À peine majeure, elle s'engage comme infirmière pendant la Première Guerre mondiale, qu'elle termine comme infirmière major à la Croix Rouge. Elle est alors affectée à l’hôpital du Panthéon à Paris,.
Elle est décorée en 1917 de la médaille des épidémies,.

### Engagement social, Seconde Guerre mondiale et arrestation
À la Croix-Rouge, elle devient la « dame commissaire de propagande pour le département des Côtes-du-Nord ». Infirmière puis assistante sociale rattachée au tribunal de Saint-Brieuc, elle crée en 1937-1938 le service social de sauvegarde de l’enfance et de l’adolescence des Côtes-du-Nord puis, en 1939, celui d'Ille-et-Vilaine. En contact étroit avec les expériences parisiennes, elle rattache dès 1939 ses services au Comité français de service social, 6 rue de Berri (8e arrondissement de Paris),.
En août 1940, elle ouvre le centre de Ker Goat pour accueillir des enfants normalement justiciables de la prison. Son objectif est de mettre en place un régime de semi-liberté. D’abord habilité par le secrétariat général à la Jeunesse, le centre est encadré par une équipe de jeunes scouts dirigés par Hubert Noël. En 1941, des dysfonctionnements dans la gestion du centre, où Anne-Marie des Prez de la Morlais est jugée omniprésente et insuffisamment sélective dans l’accueil des garçons, provoquent sa démission négociée,.
Nommée à la Cour d’appel de Caen pour y organiser le service social auprès du tribunal, elle obtient une audience particulière du maréchal Pétain à Vichy et se trouve chargée d’ouvrir une école de chefs-éducateurs. Le projet n’aboutit pas, mais elle donne une série de cours de juillet à novembre 1942, publiés sous forme de brochure aux éditions de la revue Sauvons l’enfance dans lesquels elle en appelle à la création de structures d’internat encadrés par des jeunes issus du scoutisme,,. En janvier 1942, elle fonde le Service social de sauvegarde de l’enfance et de l’adolescence à Caen et tente de créer sans succès le pendant de Ker-Goat, pour la Normandie. Le centre fermera en effet en 1943, dénoncé par la presse pour ses méthodes ; l'on reprochera notamment a Anne-Marie des Prez de la Morlais de ne pas trier suffisamment les jeunes avant de les admettre,,.
Conseillère de la Jeunesse étudiante chrétienne (JEC) et proche de la Jeunesse ouvrière chrétienne (JOC), elle s’engage alors comme assistante sociale auprès des prisonniers de guerre et tente d’aider l’aumônerie clandestine auprès des jeunes réquisitionnés du Service du travail obligatoire (STO) en Allemagne. Elle arrive ainsi à Berlin au printemps 1942, afin de mener des actions contre l'Allemagne nazie sur son propre territoire. Elle est dénoncée et arrêtée le 9 septembre 1943 pour espionnage, avant d’être déportée au camp de Ravensbrück.
Libérée en avril 1945, elle est nommée assistante sociale des armées alliées à Berlin à partir de 1946-1948. Au sein du PDR service, elle organise le rapatriement vers la France des prisonniers de guerre et déportés, ainsi que d'enfants binationaux.
De retour en France, malade, elle se retire dans sa maison de Saint-Pair-sur-Mer,.

## Vie privée
En 1919, elle épouse le colonel Armand des Prez de La Morlais, futur général de brigade aérienne et futur résistant, dont elle aura huit enfants, mais dont elle se séparera pour se dédier entièrement à son œuvre.
Un de leurs enfants, Guy (1921-1944), est également résistant et meurt en déportation.

## Décoration
- Médaille d'honneur des épidémies (1917)[5],[4]